# Squalius valentinus
Squalius valentinus är en fiskart som beskrevs av Ignacio Doadrio och José A. Carmona 2006. Squalius valentinus ingår i släktet Squalius och familjen karpfiskar. IUCN kategoriserar arten globalt som sårbar. Inga underarter finns listade i Catalogue of Life.